# Dieux du Stade
Dieux du Stade (in italiano: Dèi dello stadio) è il titolo di un calendario pubblicato dal 2001 che contiene fotografie di nudo o semi-nudo maschile, avente come modelli i rugbisti dello Stade Français. Il calendario, stampato in Italia, è realizzato sia in bianco e nero che a colori e comprende fotografie erotiche ed omoerotiche tra giocatori. Parte del ricavato delle vendite viene devoluto in beneficenza.
Il calendario nasce quasi per scherzo da un'idea di Max Guazzini, presidente dello Stade Français, che volle festeggiare in modo diverso la vittoria dello scudetto e destinare parte del ricavato in beneficenza. Dall'edizione del 2004 al calendario è allegato un DVD che mostra il backstage fotografico. Calendario e DVD riscuotono molto gradimento da parte del pubblico femminile ma soprattutto dalla comunità gay.
Tutti i modelli ritratti sono giocatori che militano nel campionato professionistico francese e solo negli ultimi anni sono stati invitati nel calendario altri sportivi come calciatori, lottatori e judoka. Gli scatti ritraggono i giocatori in pose sexy che esaltano i loro muscoli ma si limitano ad un nudo artistico e mai volgare, anche in caso di nudo frontale.
Al calendario hanno partecipato molti giocatori italiani che militano nel campionato francese, come Diego Domínguez (presente nelle prime tre edizioni), i fratelli Mauro e Mirco Bergamasco, Sergio Parisse, Denis Dallan, Gonzalo Canale, Andrea Marcato e Matteo Pratichetti. Il maggior numero di partecipazioni, nove, spetta a Mirco Bergamasco insieme a Christophe Dominici e Rémy Martin, seguiti dalle otto partecipazioni di Geoffroy Messina.
Nel corso degli anni il calendario è divenuto un vero e proprio oggetto di culto, legittimando la figura del rugbista come sex symbol e mettendolo al pari del calciatore come ideale testimonial per campagne pubblicitarie.  Nel 2006 una società francese, dopo aver ottenuto la licenza e i permessi necessari, ha prodotto e lanciato una linea di prodotti maschili per la cura del corpo, in vendita solamente in Francia. I prodotti della linea "Dieux du Stade" hanno nomi che si ricollegano al rugby.

## Edizioni
| Anno | Fotografo         | Atleti in ordine alfabetico | Copie vendute |
| ---- | ----------------- | --- | ------------- |
| 2001 | Kris Gautier      | David Auradou • Franck Comba • Diego Domínguez • Christophe Dominici • Jérémie Foissac • Romain Froment • Mathieu Glavany • Arthur Gomes • Mike James • Christophe Juillet • Fabrice Landreau • Thomas Lombard • Sylvain Marconnet • Julien Mathou • Richard Pool-Jones • Christophe Moni • François Mounier • Cliff Mytton • Pierre Rabadan • Nicolas Raffault • Patrick Tabacco • David Venditti • Pieter de Villiers • Morgan Williams • Justin Wring | 15 000        |
| 2002 | Kris Gautier      | Benoît August • Mikaël Balat • Mathieu Blin • Mathieu Chevaux • Romain Collinet • Grégoire Couturier • Diego Domínguez • Christophe Dominici • Laurent Emmanuelli • Fabien Galthié • Mike James • Sylvain Jonnet • Thomas Lode • Thomas Lombard • Rémy Martin • Thomas Mège • Christophe Moni • Amaury Planchenault • Raphaël Poulain • Pierre Rabadan • Nicolas Raffault • Patrick Tabacco • Olivier Terryn • Morgan Williams | 20 000        |
| 2003 | Mathias Vriens    | Romain Collinet • Ignacio Corleto • Grégoire Couturier • Diego Domínguez • Christophe Dominici • Jérôme Fillol • Fabien Galthié • Stéphane Glas • Nicolas Jeanjean • Guillaume Labbé • Thomas Lombard • Olivier Magne • Rémy Martin • Thomas Mège Frédéric Michalak • Mauricio Pochettino (calcio) • Clément Poitrenaud • Raphaël Poulain • Julien Rivier • Régis Sigoire • Morgan Souply • Patrick Tabacco | 50 000        |
| 2004 | François Rousseau | Benoît August • David Auradou • Jérémie Ballais (lotta greco-romana) • Mauro Bergamasco • Mirco Bergamasco • Mathieu Blin • Daniel Browne • James Carroll • Frédéric Cermeno • Vincent Clerc • Jildaz Colleaux • Romain Collinet • Ignacio Corleto • Grégoire Couturier • Frédéric Deltour • Christophe Dominici • David Duchamp • Fabrice Fiorèse (calcio) • Romain Froment • Fabien Galthié • Arthur Garrigue • Lionel Gautherie • Julian Hans • Gabriel Heinze (calcio) • Mike James • Raphaël Jéchoux • Guillaume Labbé • Thomas Lode • Thomas Lombard • Rémy Martin • Thomas Mège • Frédéric Michalak • Olivier Missoup • Willy Monfret (atletica) • Christophe Moni • Pierre-Alain Nègre-Gauthier • Agustín Pichot • Clément Poitrenaud • Raphaël Poulain • Pierre Rabadan • Julien Rivier • Régis Sigoire • Bastien Sipielski • Morgan Souply • Patrick Tabacco • Gildas Verbist • Clément Wattier                                        | 80 000        |
| 2005 | Carter Smith      | Charles Andureu • Julien Arias • Nassim Arif • Jean-François Aurokiom (lancio del disco) • Romain Bellion • Mauro Bergamasco • Mirco Bergamasco • Jean-Marie Bisaro • Olivier Brouzet • Lorik Cana (calcio) • Frédéric Cermeno • Vincent Clerc • Fabrice Daumas • Alexandre Didy • Christophe Dominici • Alexis Driollet • Jérôme Fillol • Fabrice Fiorèse • Xavier Garbajosa • Arthur Garrigue • Lionel Gautherie • Julian Hans • Cédric Heymans • Sébastien Homo (salto con l'asta) • Anthony Hudson • Loïc Jacquet • Thibault Lacroix • Yannick Larguet • Thomas Lode • Grégory Mahé • Arnaud Marchois • Rémy Martin • Frédéric Michalak • Clément Poitrenaud • Raphaël Poulain • Pierre Rabadan • Alexandre Rojas • Olivier Sarraméa • Bastien Sipielski • Benoît Trey • Clément Wattier • Dimitri Yachvili | 100 000       |
| 2006 | Fred Goudon       | Julien Arias • Mirco Bergamasco • Guillaume Bernad • Serge Betsen • Rafaël Carballo • Djibril Cissé (calcio) • Vincent Clerc • Michel Dieudé • Christophe Dominici • Anthony Esnault • Todd Feather • Romain Froment • Gérald Gambetta • Xavier Garbajosa • Stéphane Glas • Jean-Philippe Grandclaude • Juan Martín Hernández • Nicolas Jeanjean • Benjamin Kayser • Thibault Lacroix • Julien Laharrague • Sylvain Letellier • Sacha Marot • Tony Marsh • Rémy Martin • Ludovic Mathieu • Will Matthews • Geoffroy Messina • Sergio Parisse • Jérôme Prévitali • Gonzalo Quesada • Alex Sanderson • Bastien Sipielski • David Skrela • Philippe Spanghero • Dimitri Szarzewski • Jérôme Thion | 200 000       |
| 2007 | Mariano Vivanco   | Fabien Alexandre • Julien Arias • Marc Baget • Thomas Bartolini • Michaël Beguier • Juan Martín Berberián • Mauro Bergamasco • Mirco Bergamasco • Mathieu Blin • Guillaume Boussès • Gonzalo Canale • Ignacio Corleto • Yann David • Christophe Dominici • Lionel Gautherie • Charles Guérin • Julian Hans • Juan Martín Hernández • Mike James • Nicolas Jeanjean • Benjamin Kayser • Thibault Lacroix • Sean Lamont • Bogdan Leonte • Andrea Marcato • Rémy Martin • Maxime Médard • Geoffroy Messina • Jean Monribot • Yann Morand-Bruyard • Daniel Narcisse (pallamano) • Pierre-Alain Nègre-Gauthier • Sergio Parisse • Maxime Pellicier • Alain Penaud • Jérôme Prévitali • Pierre Rabadan • David Skrela • Dimitri Szarzewski • Steve Tabary • Benjamin Thiéry | 200 000       |
| 2008 | Steven Klein      | Julien Arias • Miguel Avramovic • Juan Martín Berberián • Mauro Bergamasco • Mirco Bergamasco • Marcelo Bosch • Guillaume Boussès Djibril Camara • Vincent Clerc • Thomas Combezou • Ignacio Corleto • Denis Dallan • Christophe Dominici • Julien Fumat • Pierre-Emmanuel Garcia • Julian Hans Loïc Jacquet • Nicolas Jeanjean • Rémy Martin • Geoffroy Messina • Arnaud Mignardi • Jean Monribot • Gildas Moro • Mathieu Nicolas • Sergio Parisse Clément Poitrenaud • Matteo Pratichetti • Romain Raine • David Skrela • Peïo Som • Dimitri Szarzewski | 250 000       |
| 2009 | Peter Lindbergh   | Alexandre Albouy • Julien Arias • Brahim Asloum (pugilato) • Thomas Bartolini • Juan Martín Berberián • Mirco Bergamasco • Guillaume Boussès • Gonzalo Canale • Renaud Carrière (judo) • Guillaume Chaine (judo) • Thomas Combezou • Christophe Dominici • Melih Dundar (lotta greco-romana) • Semih Dundar (lotta greco-romana) • Alexandre Flanquart • Juan Martín Hernández • Nicolas Jeanjean • Nikola Karabatić (pallamano) • Romuald Lauret • Andrea Marcato • Arnaud Marchois • Rémy Martin • Loïc Mazières • Maxime Mermoz • Geoffroy Messina • Steve Meyer • Mathieu Nicolas • Sylvain Nicolas • Alexis Palisson • Sergio Parisse • Alexandre Pellicier (sci) • Jean-Baptiste Peyras-Loustalet • Pierre Rabadan Christophe Samson • Jonathan Schneider (judo) • Dimitri Szarzewski • Simon Taylor • Robins Tchale-Watchou • Gerhard Vosloo                                                                                              |               |
| 2010 | Tony Duran        | Julien Arias • Olly Barkley • Aristide Barraud • Thomas Bartolini • Mathieu Bastareaud • Lionel Beauxis • Juan Martín Berberián • Mauro Bergamasco • Mirco Bergamasco • Guillaume Boussès • Benoît Bouzekri (lotta greco-romana) • Djibril Camara • Jérémy Clément (calcio) • Thomas Combezou • Eliott Coti • Alexis Driollet • Max Evans • Thom Evans • Florent Gibouin • Charles Gimenez • Steeve Guénot (lotta greco-romana) • Benoît Guyot • James Haskell • Rémi Lamerat • Romuald Lauret • Juan Manuel Leguizamón • David Lemaire (pugilato) • Jonathan Lemaire-Thiam (lotta greco-romana) • Morgan Martinez • Maxime Médard • Geoffroy Messina • Ignacio Mieres • Fulgence Ouedraogo • Alexis Palisson • Tom Palmer • Morgan Parra • Jonathan Pélissié • Alexandre Pellicier • Romain Raine • Simon Shaw • Hugo Southwell • Dimitri Szarzewski • Simon Taylor • Joe van Niekerk • Henri-Pierre Vermis • Cyril Vescan (lotta greco-romana) |               |
| 2011 | François Rousseau | Aristide Barraud • Thomas Bartolini • Flavien Basson (salto con l'asta) • Armand Batlle • Mauro Bergamasco • Mirco Bergamasco • Adrien Blot • Hugo Bonneval • Benjamin Bouhy • Benoît Bouzekri • Hugues Briatte • Eliott Coti • Denis Dallan • Alexis Delaby • Alexandre Dumoulin • Lucas Dupont • Alexandre Flanquart • Wesley Fofana • Julien Gras (lotta greco-romana) • James Haskell • Sébastien Homo • Nikola Karabatic • Iwo Kitzinger (pallacanestro) • Juan Manuel Leguizamón • David Lemaire • Arnaud Marchois • Morgan Martinez • Maxime Mermoz • Geoffroy Messina • Fulgence Ouedraogo • Alexis Palisson • Tom Palmer • Pascal Papé • Christopher Patte (pentathlon) • Alexandre Pellicier • Jules Plisson • Romain Raine • Adil Rami (calcio) • Steven Samson (atletica leggera) • Jonathan Schneider • Hugo Southwell • Dimitri Szarzewski • Gonzalo Tiesi • Joe van Niekerk                                                       |               |
| 2012 | François Rousseau | Txomin Amestoy (pugilato) • Flavien Basson • Victor Biscioni (lotta greco-romana) • Steeve Blanc-Mappaz • David Buatois (lotta greco-romana) • Antoine Burban • Noah Cato • Sébastien Chabal • Henry Chavancy • Arthur Chollon • Vincent Clerc • Cédric Coll • Thomas Combezou • Paul Couet-Lannes • Corentin Daguin • Benjamin Dambielle • Alexis Driollet • Thierry Dusautoir • Alexandre Flanquart • Julien Fumat • Guilhem Guirado • Imanol Harinordoquy • Alexandre Lapandry • Benjamin Lapeyre • Yann Lesgourgues • Louis-Benoît Madaule • Thibaut Margolles • Rémy Martin • Nicolas Mas • Romain Massidda • Maxime Médard • Tanguy Molcard • Lionel Nallet • Fulgence Ouedraogo • Pascal Papé • Jules Plisson • Clément Poitrenaud • Paul Sackey • Jérôme Schuster • Laurent Sempéré • Julien Tastet • Jérôme Thion • Sébastien Torresin • Damien Traille                                                                                 |               |
| 2013 | François Rousseau | Hugo Bonneval • Djibril Camara • Gaël Clichy • Lucas Dupont • Jérôme Fillol • Alexandre Flanquart • Lisandro Gomez Lopez • Sophie Hélard (ballerina del Crazy Horse) • Yoann Huget • Joris Hustache (nuoto) • David Larose (judo) • Scott LaValla • Romain Magula (nuoto) • Rio Mavuba (calcio) • Maxime Mermoz • Geoffroy Messina • Olivier Missoup • Alexis Palisson • Morgan Parra • Julien Pierre • Jules Plisson • Lucas Sevestre (hockey su prato) • Blair Stewart • Florent Urani (judo) • Henry Vanderglas |               |
| 2014 | Fred Goudon       | Mathieu Bastareaud • Hugo Bonneval • Terry Bouhraoua • Guillaume Boussès • Yohan Cabaye (calcio) • Djibril Camara • Thomas Combezou • Clément Daguin • Yann David • Lucas Dupont • Julien Dupuy • Alexandre Flanquart • Jérémy Florès (surf) • Wesley Fofana • Olivier Giroud (calcio) • James Haskell • Altenstadt Hulme • Nikola Karabatic • Cheick Kongo (arti marziali) • Scott LaValla • Vincent Maillet • Hugo Marquez (judo) • Rio Mavuba • Olivier Missoup • Sylvain Nicolas • Fulgence Ouedraogo • Alexis Palisson • Tom Palmer • Jérémy Parisi (judo) • Morgan Parra • Julien Pierre • Jules Plisson • Jérôme Porical • Laurent Sempéré • Alexis Vastine (pugilato) |               |
| 2015 | Fred Goudon       | William Accambray (pallamano) • Jordan Amoros (judo) • Clément Becq (nuoto) • Hugo Bonneval • Djibril Cissé • Christophe Clavier (lotta libera) • Thomas Combezou • Clément Daguin • Geoffrey Doumayrou • Lucas Dupont • Julien Dupuy • Simon Fourcade (biathlon) • Digby Ioane • Luka Karabatic (pallamano) • Nikola Karabatic • David Larose • Sylvain Nicolas • Fulgence Ouedraogo • Alexis Palisson • Morgan Parra • Loïc Pietri (judo) • Jules Plisson • Benjamin Stasiulis (nuoto) • Henry Vanderglas • Jonathan Wisniewski |               |
| 2016 | Fred Goudon       | Mauro Bergamasco • Mirco Bergamasco • Hugo Bonneval • Antoine Burban • Djibril Camara • Thomas Combezou • Jamie Cudmore • Sofiane Guitoune • James Haskell • Scott LaValla • Jonas Martin (calcio) • Geoffroy Messina • Fulgence Ouedraogo • Alexis Palisson • Nelson Panciatici (automobilismo) • Pascal Papé • Jérémy Parisi • Sergio Parisse • Florent Piétrus (pallacanestro) • Sylvain Potard (MMA) • Hugh Pyle • Jono Ross • Henry Vanderglas • Jim Zona (ginnastica artistica) |               |
| 2017 | Errikos Andreou   | Robin Aulas • Xavier Barachet (pallamano) • Jean-Pascal Barraque • Armand Batlle • Arthur Bonneval • Terry Bouhraoua • Hugues Briatte • Djibril Camara • Thomas Combezou • Clément Daguin • Jonathan Danty • Geoffrey Doumayrou • Simon Fourcade (biathlon) • Paul Gabrillagues • Will Genia • Sofiane Guitoune • Luka Karabatic (pallamano) • Nikola Karabatic (pallamano) • Victor Lebas • Damien Neveu • Sylvain Nicolas • Marvin O'Connor • Jérémy Parisi (judo) • Mike Phillips • Loïc Pietri (judo) • Sylvain Potard (MMA) • Jono Ross • Didier Tison |               |
| 2018 | Errikos Andreou   | William Accambray (pallamano) • Jérémy Aicardi • Jean-Pascal Barraque • Steeve Barry • Armand Batlle • Yannick Bazin (volley) • Terry Bouhraoua • Djibril Camara • Damien Chouly • Thomas Combezou • Clément Daguin • Martin Devergie • Grayson Hart • Luka Karabatic (pallamano) • Nikola Karabatic (pallamano) • Camille Lacourt (nuoto) • Clément Lagain • Pierre-Gilles Lakafia • Maxime Mermoz • Arthur Retière • Baptiste Serin |               |
| 2019 | Ludovic Baron     | Jean-Pascal Barraque • Steeve Barry • Arthur Bonneval • Djibril Camara • Thomas Combezou • Clément Daguin • Julien Delbouis • Bruce Devaux • Harvey Elms • Sofiane Guitoune • Kylan Hamdaoui • Clément Lagain • Luke McLean • Xavier Mignot • Julien Ory • Théo Richard • Giovanbattista Venditti |               |